# Phaonia grajauensis
Phaonia grajauensis är en tvåvingeart som först beskrevs av Albuquerque 1957.  Phaonia grajauensis ingår i släktet Phaonia och familjen husflugor. Inga underarter finns listade i Catalogue of Life.